# Лёгкий драгунский полк
Лёгкий драгунский полк (англ. Light Dragoons (LD)) — кавалерийский полк британской армии. Полк выполняет роль лёгкой кавалерии и специализируется на спешенной разведке и разведке с машин. Лёгкие драгуны набираются в основном в Северной Англии, из графств Нортумберленд, Тайн-энд-Уир, Дарем, Саут-Йоркшир и Ист-Райдинг-оф-Йоркшир. По этой причине полк известен как «северная кавалерия Англии». В настоящее время он базируется в гарнизоне Кэттерик в графстве Норт-Йоркшир, в 5 км от города Ричмонд.

## Предыстория
Термин «лёгкие драгуны» имеет гораздо более раннюю историю. Британская армия экспериментировала с лёгкой кавалерией в 1740-х годах, вдохновлённая созданием французами гусарских полков. Однако только в 1750-х годах британцы преобразовали некоторые драгунские полки в лёгкую кавалерию, и эти полки были официально обозначены как «лёгкие драгуны». Все британские полки лёгкой кавалерии (пронумерованные 7-м и выше) носили название лёгких драгун до 1806—1807 годов, когда четыре были переклассифицированы в «гусары». С 1816 года всё больше лёгких драгунских полков были переклассифицированы в уланские и гусарские, и эта тенденция сохранялась на протяжении всего 19 века.

## История
Полк был сформирован в 1992 году в казармах Хейга в Хоне путём объединения двух полков: 13-го/18-го королевского гусарского полка (собственного Её Величества Марии) (13th/18th Royal Hussars (Queen Mary’s Own)) и 15-го/19-го Его Величества королевского гусарского полка (15th/19th The King’s Royal Hussars). Все предшествующие полки были полками «лёгких драгун» в XVIII и XIX веках, включая Наполеоновские войны.
Эскадрон B («Гвардия») был первым эскадроном вновь сформированного полка, прошедшей боевое дежурство; в мае 1993 года была направлена в Боснию и Герцеговину для выполнения миротворческих обязанностей. За ними последовал эскадрон C («Легион») в ноябре 1993 года, а затем эскадроны A и D в 1994 году. В общей сложности полк совершил 13 оперативных поездок по Боснии, в результате чего в 2001 году начальник штаба обороны генерал сэр Чарльз Гатри назвал его «лучшим полком в армии на сегодняшний день: неизменно лучший офицерский состав, лучший набор и во всех отношениях самый эффективный». Для всех этих начальных боевых командировок лёгкие драгуны были развёрнуты на CVR(T).
В июле 2003 года Лёгкий драгунский полк отправил подразделения в Ирак для участия в операции «Телик 2», за которой последовала операция «Телик 6» в мае 2005 года. Здесь полк помогал в постконфликтной стабилизации, обучении полиции и боевых действиях в операциях по борьбе с повстанцами.
В октябре 2006 года подразделения полка были развёрнуты для несения службы в провинции Гильменд, Афганистан, в рамках операции «Херрик 5» с 3-й бригадой СпН КМП. За этим последовала операция «Херрик 6» в апреле 2007 года с участием 12-й механизированной бригады. Полк был развёрнут в качестве тактической группы в операции «Херрик 10» в апреле 2009 года и принимал участие в операции «Коготь пантеры» летом 2009 года. Последнее развертывание полка в Афганистане было в операции «Херрик 16» в апреле 2012 года. Здесь он обеспечивал разведку, формирование разведывательных и наставнических групп для местных сил.
В 2014 году солдаты из Лёгкого драгунского полка были направлены в Боснию в рамках операции «Алтея», обеспечивая возможности мобильной разведки для сил ЕС в преддверии боснийских выборов.
В 2015 году Лёгкий драгунский полк переподчинён 4-й пехотной бригаде и переехал в новый пункт постоянной дислокации (ППД) в казармах Газа (Gaza) в гарнизоне Каттерик.
В марте 2017 года эскадрон A (The Empire) был развёрнут в Польше в операции «Кабрит» (Cabrit) в рамках расширенного передового присутствия НАТО. За ними последовала эскадрон B (The Guards) в октябре 2017 года и эскадрон C (Легион) в апреле 2020.
Лёгкий драгунский полк направил взвод в Афганистан в 2018 году на операцию «Торал».
В декабре 2020 года лёгкие драгуны были развёрнуты в Мали в рамках операции «Ньюкомб» в рамках вклада Великобритании в миротворческие силы ООН. Здесь они сформировали разведывательную группу дальнего действия, проводящую патрулирование протяженностью до 1500 км, чтобы предоставлять разведданные силам ООН.

## Оперативная роль
Основная роль Лёгкого драгунского полка — войсковая разведка; разнообразная работа, которая в первую очередь включает в себя действия впереди основных боевых сил, часто на вражеской или неизвестной территории, чтобы найти ключевую информацию о местности и любом враге в ней. Ожидается, что с помощью этой информации Лёгкие драгуны будут информировать основную боевую силу, стоящую за ними, наносить удары по подходящим целям или взаимодействовать с местным населением для налаживания отношений, сбора дополнительной информации и содействия местному планированию и развитию.
В настоящее время полк оснащен боевыми бронированными машинами «Шакал». Лёгкий драгунский полк соединён с Собственным Её Величества йоменским полком — армейским резервным полком лёгкой кавалерии.
Лёгкий драгунский полк имеет следующую структуру:
- Штаб полка расположен в казармах Фенхэма, Ньюкасл-апон-Тайн
- Полк лёгкой кавалерии
  - Штабной эскадрон — оснащён бронеавтомобилями Койот и «Panther CLV»
  - Эскадрон A («Империя») — оснащён бронеавтомобилями «Шакал»
  - Эскадрон B («Гвардия») — оснащён бронеавтомобилями Шакал
  - Эскадрон C («Легион») — оснащён бронеавтомобилями Шакал

## Полковой музей
Музей открытий Ньюкасла включает в себя полковые музеи Лёгкого драгунского и Нортумберлендского гусарского полков.

## Преемственность
| Реформы Чайлдерса 1881 года                                                                                         | Объединение 1922 года                                                                                               | 1990 год                                |
| --- | --- | --------------------------------------- |
| 13-й гусарский полк (13th Hussars)                                                                                  | 13-й/18-й королевский гусарский полк (собственный Её Величества Марии) (13th/18th Royal Hussars (Queen Mary’s Own)) | Лёгкий драгунский полк (Light Dragoons) |
| 18-й (собственный Её Величества Марии) гусарский полк (18th (Queen Mary’s Own) Hussars)                             | 13-й/18-й королевский гусарский полк (собственный Её Величества Марии) (13th/18th Royal Hussars (Queen Mary’s Own)) | Лёгкий драгунский полк (Light Dragoons) |
| 15-й (Его Величества) гусарский полк (15th (The King’s) Hussars)                                                    | 15-й/19-й Его Величества королевский гусарский полк (15th/19th The King’s Royal Hussars)                            | Лёгкий драгунский полк (Light Dragoons) |
| 19-й (собственный Её Величества Александры королевский) гусарский полк (19th (Queen Alexandra’s Own Royal) Hussars) | 15-й/19-й Его Величества королевский гусарский полк (15th/19th The King’s Royal Hussars)                            | Лёгкий драгунский полк (Light Dragoons) |

## Старшинство
| Старший полк Его Величества королевский гусарский полк | Порядок старшинства в британской армии | Младший полк Королевский танковый полк |